# El paso del Ebro
El Paso del Ebro è un canto antifascista della guerra civile spagnola, sovente più noto come "Ay Carmela!". Era diffuso perlopiù fra formazioni comuniste e socialiste.
La canzone deriva da un riadattamento di un inno composto nel 1808, in occasione della Guerra d'indipendenza spagnola, ed è conosciuta anche con altri titoli e altre versioni di testo come El Ejército del Ebro, Viva la Quince Brigada, ma appunto soprattutto come ¡Ay, Carmela!; in una variante diffusa fra la 15ª Brigata Internazionale nota come ¡Ay, Manuela!.

## Testo
Esistono varie versioni del testo. Fra i passi più ricorrenti si citano i seguenti.
- Nel canto dell'esercito repubblicano

rumba la rumba la rumba la
El Ejército del Ebro
rumba la rumba la rumba la
una noche el río pasó
¡Ay Carmela! ¡Ay Carmela!
una noche el río pasó
¡Ay Carmela! ¡Ay Carmela!»
rumba la rumba la rumba la
L'esercito dell'Ebro
rumba la rumba la rumba la
una notte il fiume attraversò
Ahi, Carmela! Ahi, Carmela!
una notte il fiume attraversò
Ahi, Carmela! Ahi, Carmela!»
- Nel canto della XV Brigada Internazionale, nota anche come "Quinta" e composta in maggioranza da americani degli USA, cubani, messicani, canadesi, inglesi ed irlandesi:

rumba la rumba la rumba la
Viva la Quince Brigada
rumba la rumba la rumba la
que se ha cubierto de gloria
¡Ay Manuela! ¡Ay Manuela!
que se ha cubierto de gloria
¡Ay Manuela! ¡Ay Manuela!
Luchamos contra los moros
mercenarios y fascistas ...
Solo es nuestro deseo:
acabar con el fascismo!...
Los moros que trajò Franco
en Madrid quieren entrar...
Mientras quede un miliciano
los moros No Pasaran!...
Y si a Franco no le gusta
la bandera tricolor...
La tenemos tambièn roja!
Roja de sangre y valor!....
En el frente de Jarama
no tenemos municiones, ni tanques, ni canones...
Ya salimos de Espana
por luchar en otros frentes..."»
rumba la rumba la rumba la
Viva la Quindicesima Brigata
rumba la rumba la rumba la
che si è coperta di gloria
Ahi, Manuela! Ahi, Manuela!
che si è coperta di gloria
Ahi, Manuela! Ahi, Manuela!»